# Sarah Doron
Sarah Doron (20 de maio de 1922 - 2 de novembro de 2010) foi uma política israelense.